# Mythologie bantoue
Vous pouvez aider à l'améliorer ou bien discuter des problèmes sur sa page de discussion.
- Son contenu est peut-être sujet à caution et doit absolument être sourcé. Si vous connaissez le sujet traité ici, vous pouvez le retravailler à partir de sources pertinentes en utilisant notamment les notes de bas de page. (Marqué depuis mai 2020)
- Il provient essentiellement de (en) Alice Werner, Myths & legends of the Bantu, Londres, G.G. Harrap & Co., 1933, 137 p. (ISBN 0-8160-4892-4, OCLC 54929927, lire en ligne), ou recopie cette source, en partie ou en totalité. Cette source est libre de droits, mais elle peut être trop ancienne ou peu objective. Améliorez la pertinence et la neutralité de l’article à l'aide de sources plus récentes. (Marqué depuis mai 2020)

- Archive Wikiwix
- Bing
- Cairn
- DuckDuckGo
- E. Universalis
- Gallica
- Google
- G. Books
- G. News
- G. Scholar
- Persée
- Qwant
- (zh) Baidu
- (ru) Yandex
- (wd) trouver des œuvres sur Wikidata

La mythologie bantoue concerne les mythes et les légendes des peuples Bantous d’Afrique. À l'image des langues bantoues, bien que les peuples bantous se répartissent en plusieurs centaines de groupes ethniques différents, il y a un réel degré d’homogénéité entre les cultures et les mythologies de ces peuples. Ainsi, la mythologie bantoue est un terme générique qui se réfère à des thèmes communs qui sont répétés et retrouvés dans la totalité ou la plupart des cultures bantoues.[Information douteuse]

## Dieu

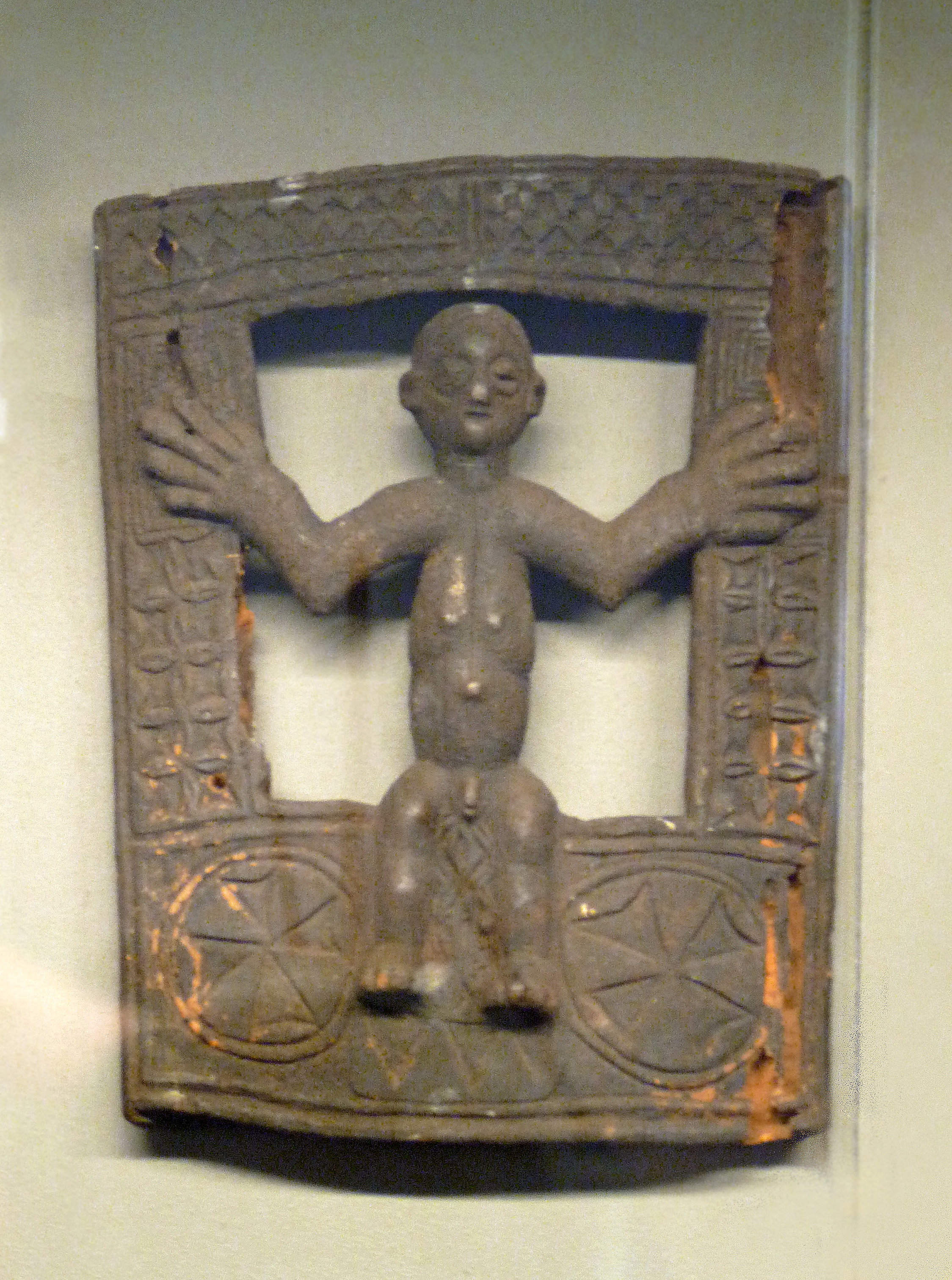
Représentation par le peuple Holo (Kwango, République démocratique du Congo) : sculpture santu Nzambi rappelant vraisemblablement le Christ en croix (influence portugaise réappropriée par le système de pensée holo). Musée royal de l'Afrique centrale.

Traditionnellement, les Bantous croient en un Dieu suprême. La nature de ce Dieu est vaguement définie, même si elle peut être associée au soleil ou au plus ancien de tous les ancêtres, ou encore à d’autres spécificités. La plupart des noms de Dieu inclut la particule Ng ou Nk, caractéristique des langues bantoues. L'espace céleste se dit par exemple Mulungu chez le peuple Yao, Mungu chez les Swahilis, Unkulunkulu chez les Zoulous, Ruhanga chez les Nyoro, Nzambi ou Nvidji mukulu chez les luba, Nzambé chez les Nkongo, Nvidj' mukul' ou taat' nzambi' chez les Kanyok ou Ngai dans certains autres groupes. Dans de nombreuses traditions, Dieu est censé vivre dans le ciel.
D’autres traditions placent le Dieu suprême sur le sommet d'une montagne. Pour les Kikuyus par exemple, Dieu réside dans la montagne Kirinyaga,. Plusieurs mythes bantous sont destinés à expliquer la distance qui prévaut entre Dieu et les hommes, c’est-à-dire entre le ciel et la terre. Dans plusieurs de ces mythes sur la création, le ciel et la terre étaient proches, mais Dieu les sépara à cause de différents conflits avec les hommes.[réf. nécessaire]
Selon un autre mythe, Dieu est dérangé par les coups de pilon que les femmes portaient au mortier, parce que chaque coup donné est un coup dans son ventre. Dans un autre mythe, Dieu n'apprécie pas la fumée des incendies ou des feux de joie provoqués par les hommes. Il y a aussi des mythes sur les hommes essayant d’atteindre la maison de Dieu, par exemple, en grimpant un arbre ou en utilisant une corde.
Dieu n’est pratiquement jamais décrit comme le créateur de toutes choses puisque l’univers est éternel et n’a pas de commencement ni de fin. Les animaux font aussi partie de cet univers éternel. Même s’il n’est pas le créateur, Dieu est intimement lié à l’univers.[réf. nécessaire] Les animaux sont parfois décrits comme faisant partie de son peuple et, dans certains des mythes sur la raison pour laquelle Dieu s’est éloigné des hommes (par exemple, celui mentionné plus tôt en ce qu’il l’avait fait à cause de la fumée des feux de joie), il est clair que le mécontentement de Dieu envers les hommes a quelque chose à voir avec leur coutume de manipuler et de corrompre le monde naturel.
Une chose que toutes les religions traditionnelles des peuples bantous ont en commun, c’est que Dieu est situé bien au-dessus de la terre. Toutes les pratiques religieuses sont destinées à adorer ce Dieu. Cette attitude traditionnelle des croyances Bantous a été modifiée, à des degrés et par des moyens divers, en raison de l’avènement du christianisme et de l’Islam, le Dieu des chrétiens et celui des musulmans ont été assimilés au Dieu suprême des Bantous. Mungu, par conséquent, est devenu un Dieu qui se soucie de l’humanité et il est donc logique de l’adorer et de le supplier,.

## La création
Comme dans la mythologie bantoue l’univers tout comme les animaux sont éternels, il n’y a pas de mythes sur leur création, par opposition à celui de l’humanité, à laquelle des origines diverses sont attribuées[Information douteuse][Passage contradictoire]. Dans de nombreux mythes bantous, le premier Homme serait né d’une plante. Les Zoulous par exemple, proviendraient d’une canne de bambou ou d’un arbre appelé o mumborombonga selon la mythologie héréro. Dans d’autres traditions, les premiers Hommes sortent d’une grotte ou d’un trou dans le sol. Ceux qui vivent principalement de l'élévage de bétail croient généralement que les hommes et les animaux d'élevage sont apparus en même temps sur la terre.
On peut observer comme pour d’autres mythologies, que les croyances bantoues sur la création de l’homme se limitent souvent à décrire l’origine de certains groupes humains, plutôt que toute l’humanité. Par exemple, la plupart des peuples bantous qui cohabitent avec les Bochimans n’incluent pas ce groupe ethnique dans leurs mythes sur la création. En d’autres termes, les Bochimans sont considérés comme une partie de l’univers éternel plutôt que faisant d'une partie de l’humanité.[réf. nécessaire]

## La mort

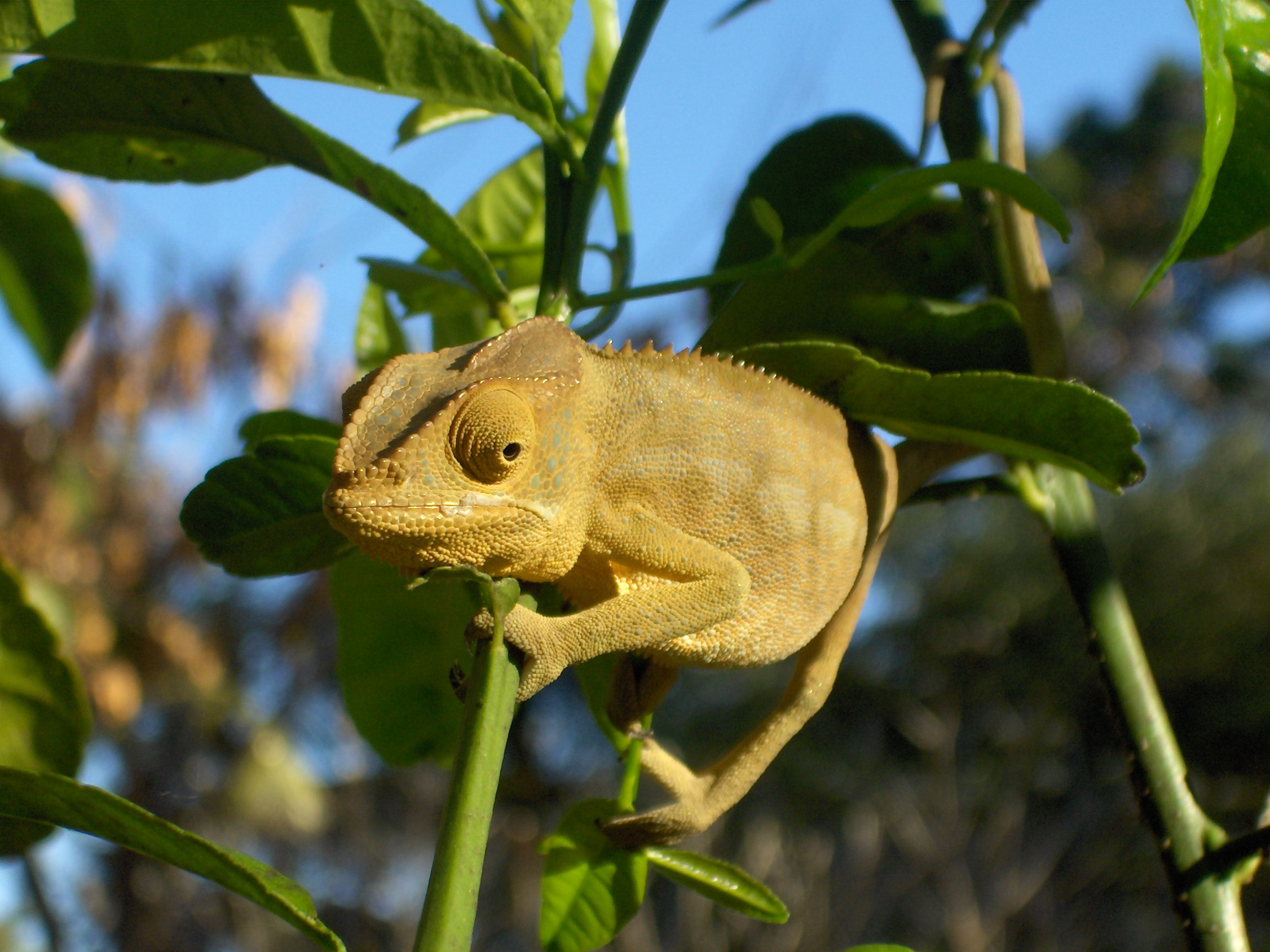
Caméléon sur la branche d'un arbre à Madagascar.

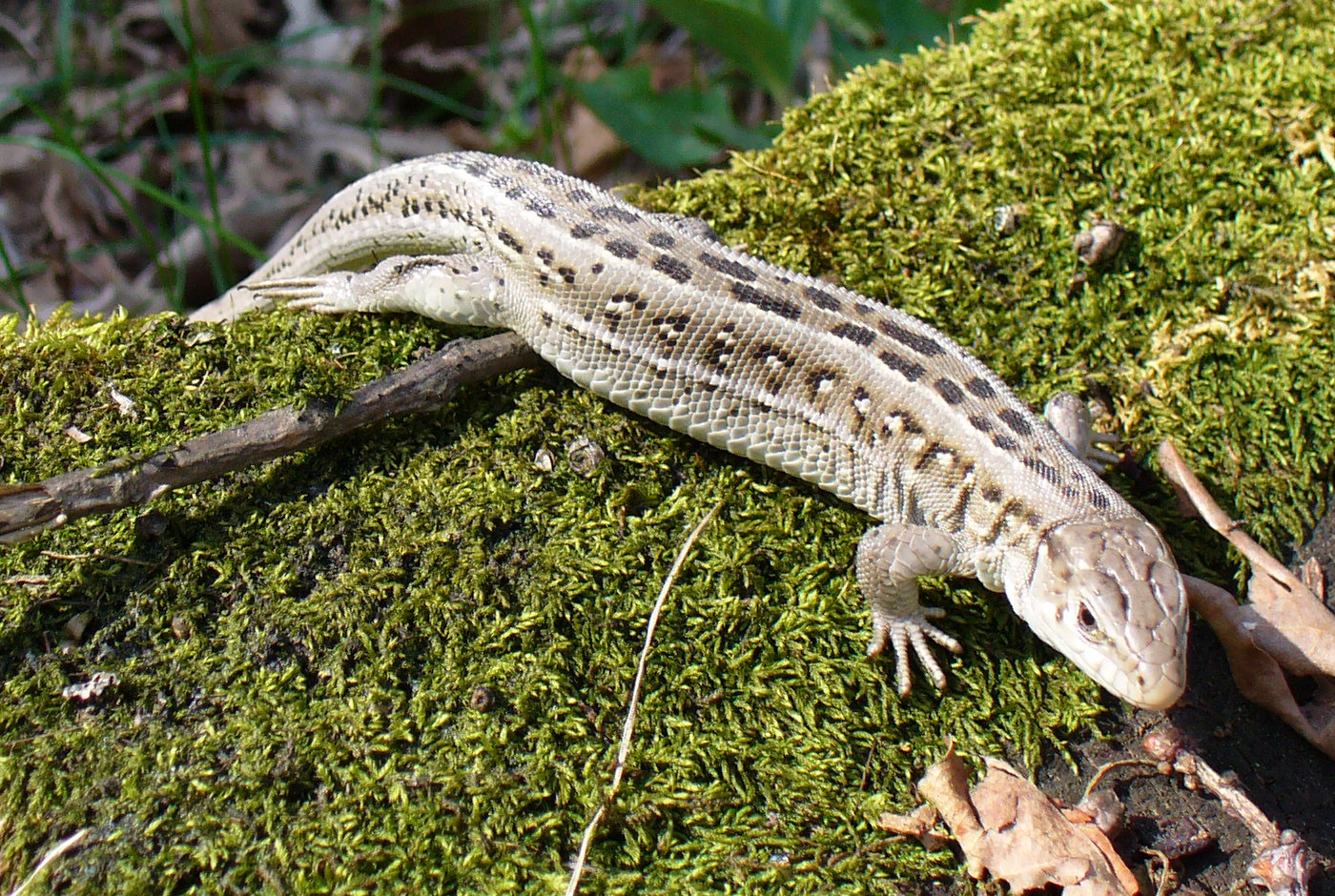
Lézard de sable sur un lit de mousse.

La plupart des cultures bantoues partage un mythe commun sur l’origine de la mort, impliquant un caméléon. Selon ce mythe, Dieu envoya le caméléon annoncer aux hommes qu’ils ne mourraient jamais. Le caméléon en allant accomplir sa mission, avec son allure lente, s’arrêta le long du chemin pour manger. Quelque temps après que le caméléon eut quitté Dieu, un lézard alla également annoncer aux hommes qu’ils mourraient. Étant beaucoup plus rapide que le caméléon, le lézard arriva en premier, établissant ainsi la nature mortelle de l’homme. En conséquence de ce mythe, les caméléons et les lézards sont souvent considérés comme de mauvais présages dans les cultures bantoues.
En fonction des traditions locales, il y a différentes explications sur le double message porté par le caméléon et /ou par le lézard. Dans certains cas, Dieu envoie à la fois le caméléon et le lézard, avec leurs présages respectifs, en liant intentionnellement le destin de l’humanité au résultat de la course entre les deux reptiles. Dans certains autres cas, le lézard écoute les ordres que Dieu donne au caméléon, et choisit de sortir le message opposé à celui se trouvant entre les pattes du caméléon. D’autres cultures, estiment qu'après avoir envoyé le caméléon, Dieu change d’avis à cause du mauvais comportement de l’humanité.
Les missionnaires ont souvent adapté le mythe du caméléon pour évangéliser les Bantous; le caméléon, qui apporte la bonne nouvelle de la vie éternelle à l’humanité, est ainsi assimilé à Jésus-Christ.

## Les esprits
Dans la plupart des cultures africaines, y compris les cultures bantoues, la vénération des morts joue un rôle prépondérant. Selon elles, les esprits des morts continuent à errer dans le monde et peuvent influencer les vivants. Cette existence spirituelle n’est généralement pas considérée comme éternelle ; les esprits des morts vivent aussi longtemps qu’il y a quelqu’un qui se souvient d’eux. En conséquence, les rois et les héros, qui sont célébrés par la tradition orale, vivent pendant des siècles, tandis que l’esprit du commun des mortels peut disparaître après quelques générations.
Les morts communiquent avec les vivants de différentes manières, par exemple, au travers des rêves, des présages ou par l'intermédiaire de devins spécialement doués. S’ils prennent une forme visible, c’est souvent celui d’un animal (un serpent, un oiseau ou une mante religieuse).
Les vivants, à travers les voyants, les médiums, les devins, peuvent s’adresser aux morts afin de recevoir des conseils ou de demander des faveurs. Si un esprit s’offense de quelque chose faite par une personne vivante, il peut causer une maladie ou un malheur à cette personne. Dans ce cas, un voyant peut aider cette personne à corriger son erreur et à calmer la colère des défunts en colère. Les catastrophes, telles que la famine ou la guerre, peuvent être la conséquence du mauvais comportement de toute ou une partie de la communauté.
Comme c’est le cas pour d’autres mythologies, les cultures bantoues localisent souvent le monde des morts sous terre. D'autres ont des mythes et des légendes sur les vivants qui parviennent en quelque sorte à entrer dans le monde des morts (kuzimu en swahili). Cela peut arriver si par hasard quelqu’un essaie de chasser un porc-épic ou un autre animal à l’intérieur de son terrier. Certaines légendes sont des héros qui entrent volontairement dans le monde souterrain dans une sorte de quête ; les exemples sont Mpobe (dans la mythologie Baganda) et Uncama (dans la mythologie zouloue).
Alors que les cultures bantoues croient également en d’autres esprits que ceux des morts (par exemple, les esprits de la nature tels que Mwenembago, « le Seigneur de la forêt », dans la mythologie Zaramo), ceux-ci jouent un rôle moindre. Dans de nombreux cas, ils étaient à l’origine l’esprit des personnes mortes.

## Monstres
Les mythologies bantoues incluent souvent des monstres, appelés amazimu en isiZulu et madimo, madimu, zimwi dans d’autres langues. Dans les traductions anglaises des légendes ces mots sont souvent traduits par « Ogre », et l’un des traits les plus distinctifs de ces monstres est celui d’être mangeurs d'hommes. Ils peuvent parfois prendre l’apparence d’hommes ou d’animaux (par exemple, les Chagga vivant aux environs du Kilimandjaro ont des contes relatifs à un monstre ressemblant à un léopard) et parfois peuvent jeter des sorts sur les hommes et les transformer en animaux. Un type spécifique de monstres est celui des morts élevés et mutilés (semblables aux zombies) comme l’umkovu de la tradition zoulou et le ndondocha du peuple Yao,.

## Fables
La culture traditionnelle de la plupart des peuples bantous comprend plusieurs fables mettant en vedette des animaux anthropomorphes qui parlent. Ces histoires ont souvent la structure et la fonction des contes. Le caractère prédominant des contes bantous est le lièvre, symbole d’habileté et de ruse. Son principal antagoniste est la hyène espiègle et trompeuse. D’autres personnages sont le lion et l’éléphant qui, en règle générale, représentent la force brute. Encore plus intelligente que le lièvre est la tortue, qui défait ses ennemis grâce à sa patience et sa volonté,,.
Cette symbologie est sujette à des variations locales. Dans les régions d’Afrique où le lièvre est un animal inconnu, par exemple, le long du fleuve Congo, son rôle est représenté par l’antilope. Dans le village sotho le lièvre est remplacé par le chacal, peut-être par l’influence de la culture khoïsan, où cet animal est considéré comme un symbole de l’intelligence, tandis que le lièvre est considéré comme stupide. Les Zoulous ont aussi des contes sur les lièvres, mais dans certains cas, c’est le furet qui assume le rôle du protagoniste le plus intelligent,.

## Brésil
Les Bantous réduits en esclavage et emmenés au Brésil ont conservé les chants et des prières en langues chimbundo, kikongo, kimbundu, umbundu et autres. Beaucoup de ces chants et prières ont été oubliés au fil du temps, un mélange avec les traditions Jejes et Nagôs ayant fini par modifier certains éléments bantous originaux. Les divinités bantoues les plus vénérées dans les territoires du candomblé au Brésil sont Pambu Njila, Nkosi, Katende, Mutalambô, Nsumbu, Kindembu, Nzazi, Hongolo, Matamba, Ndanda, Lunda, Mikaia, Nzumbá, Nkasuté Lembá, Lembardecega.
Cependant, Nzambi Mpungu, l'Être suprême, Dieu créateur de toutes choses[Passage contradictoire], est au-desssus de tout. Certains Bantous appellent ce Dieu Sukula, d’autres, Kalunga, d’autres noms sont toujours associés aux précédents[Lesquels ?]. Le culte de Nzambi n’a ni formalisme ni autel. Ce n’est que dans des situations extrêmes que la prière et l’invocation de Nzambi sont effectuées, habituellement, à l’extérieur des villages, sur les bords des rivières, sous les arbres, autour des feux de camp, etc. Il n’a pas de représentation physique, parce que les Bantous le conçoivent comme le « non créé ». Le représenter serait un sacrilège, car il n’a pas de forme.[Passage contradictoire] À la fin de chaque rituel, NZambi est loué, parce qu'il est le commencement et la fin de tout.